# Lhuntse (Distrikt)
Lhuntse (ལྷུན་རྩེ་རྫོང་ཁག་), ehemals Lhuntshi, ist einer von 20 Dzongkhag (Distrikten) von Bhutan. Er hat eine Fläche von 2881 km² und 14.437 Einwohner (Stand: 2017). Er umfasst 2506 Haushalte. Im Nordosten des Landes gelegen ist Lhuntse einer der am wenigsten entwickelten Distrikte Bhutans. Der Hauptort heißt gleichnamig Lhuntse.
Lhuntse ist eingeteilt in 8 Gewogs:
- Gangzur Gewog
- Jaray Gewog
- Khoma Gewog
- Kurtoe Gewog
- Menbi Gewog
- Metsho Gewog
- Minjay Gewog
- Tsenkhar Gewog